# Gud hör min bön
Gud hör min bön (tyska: Erhör mein Gebetg, du treuer) är en tysk psalm av Cornelius Becker som bygger på psaltaren 55. Psalmen översattes till svenska av Haquin Spegel och fick titeln Gud hör min bön och te dig.

## Publicerad i
- Den svenska psalmboken 1694 som nummer 69 under rubriken "Konung Davids Psalmer".
- Den svenska psalmboken 1695 som nummer 62 under rubriken "Konung Davids Psalmer".[1]